# Magnus von Bromell
Magnus von Bromell (Magnus Bromelius avant son anoblissement en 1726) est un naturaliste, médecin et numismate suédois, né à Stockholm, le 26 mai 1679, marié avec Anna Beata Enhjelm, en 1707, et décédé le 26 mars 1731.
Magnus von Bromell est le fils du botaniste et médecin Olof Bromelius (1639-1705) et de Agneta Svinehufvud, ainsi que le père du naturaliste et militaire Lars von Bromell (1713-1782).

## Biographie
À partir de 1697, il part étudier les sciences naturelles et la médecine dans plusieurs pays européens, notamment à Leyde auprès de Herman Boerhaave (1668-1738), à Paris auprès de Joseph Pitton de Tournefort (1656-1708) et à Amsterdam auprès de Frederik Ruysch (1638-1731). Il obtient son doctorat à Reims, en 1703. Il rejoint ensuite le Collegium medicum de Stockholm, en 1705, puis en exerce la présidence, à partir de 1724. Il a aussi enseigné la médecine à l'Université d'Uppsala, entre 1713 et 1716, puis l'anatomie à Stockholm, en 1716. En 1719, il rejoint le Bergskollegium, l'administration suédoise des mines, et prend la tête de son laboratoire scientifique de Stockholm, en 1724. Il a également été nommé directeur des mines de Laponie, en 1720.
Parmi ses écrits scientifiques, on peut notamment relever Lithographiæ Suecanæ Specimen Secundum (1727), le premier ouvrage de paléontologie entièrement consacré aux fossiles suédois, et Mineralogia (1730), un traité de géologie dans lequel il propose une classification des minéraux en fonction de leur composition chimique.
Avec son père, il a constitué de riches collections, notamment en histoire naturelle et en numismatique. Une partie de sa collection botanique est conservée au château de Skånelaholm, près de Sigtuna. Quant à la collection numismatique, elle fut acquise par la reine Ulrique-Éléonore de Suède (1688-1741) et a fait l'objet d'une étude publiée en 1931.

## Sources
- Erik Åhlander, Sven O. Kullander & Bo Fernholm (1997). Ichthyological Collection Building at the Swedish Museum of Natural History, Stockholm. in Collection building in ichthyology and herpetology (T.W. Pietsch et W.D. Anderson, dir.), American Society of Ichthyologists and Herpetologists : 13-25.  (ISBN 0-935868-91-7)
- (sv) Svenskt biografiskt handlexikon